# Remilly-Aillicourt
Remilly-Aillicourt település Franciaországban, Ardennes megyében. Lakosainak száma 762 fő (2022. január 1.). Remilly-Aillicourt Angecourt, Haraucourt, Noyers-Pont-Maugis, Thelonne, Villers-devant-Mouzon, Bazeilles és Douzy községekkel határos.

## Népesség
A település népessége az elmúlt években az alábbi módon változott:
| Lakosok száma | 903  | 819  | 782  | 804  | 788  | 782  | 780  | 784  | 779  | 762  |
|               | 1968 | 1982 | 1990 | 2006 | 2013 | 2015 | 2017 | 2019 | 2020 | 2022 |